# Kaneta
Kaneta je odborné označení pro útkovou cívku (angl.: weft pirn, něm.: Schussspule).

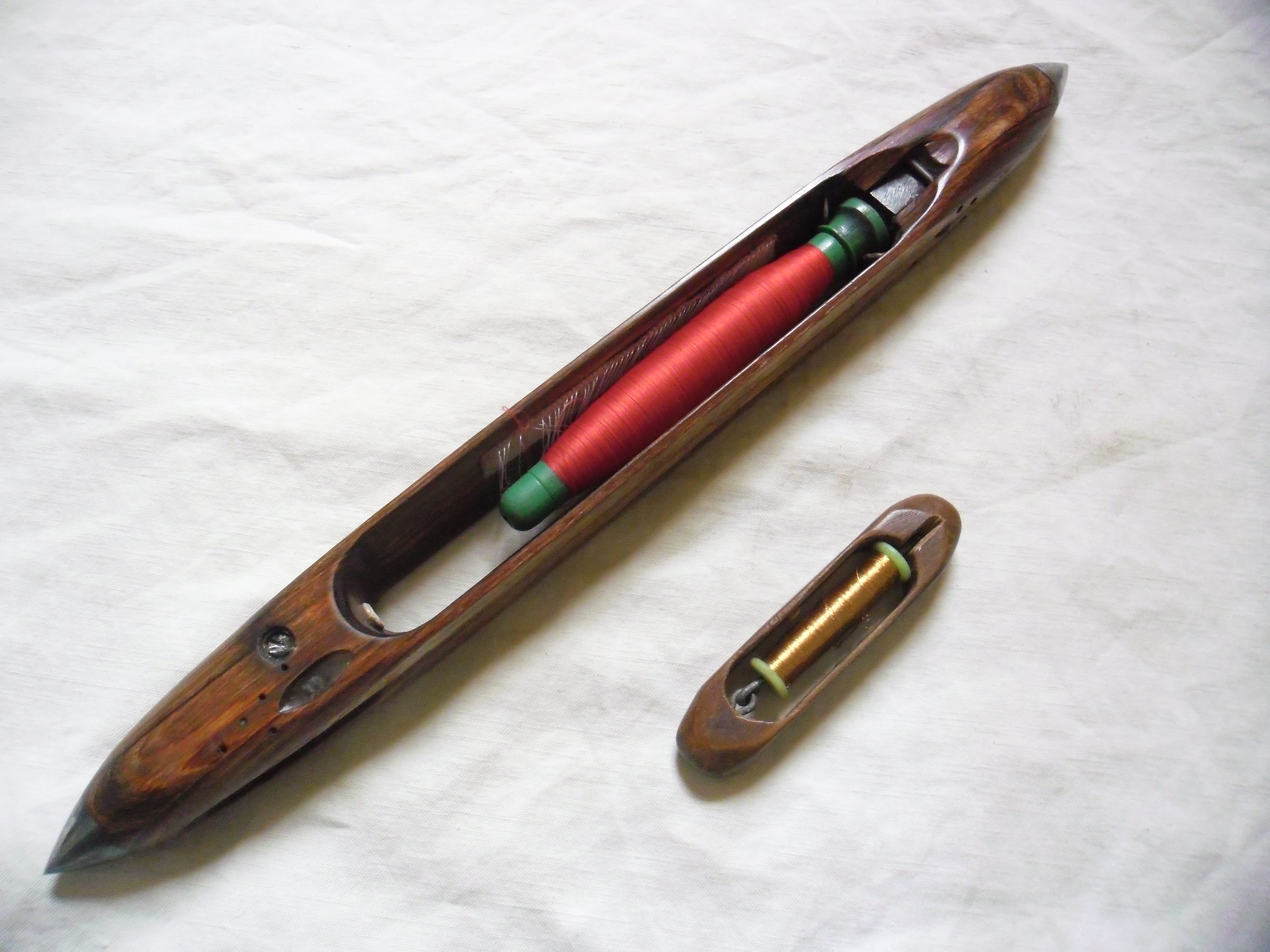
Útkové cívky: vlevo kaneta, vpravo útek ke tkaní na ručním stavu

Je to kuželovitá dutinka ze dřeva nebo z plastiku v běžných délkách 170-220 mm a průměrech 12-26 mm, na kterou se navíjí útková nit k použití na člunkových tkacích strojích. 
Nit se podává 
- buďto předsoukaná (tzn jakostně kontrolovaná) z křížové cívky
- nebo přímo z potáčů od dopřádacího stroje (tzn bez kontroly)

a navíjí pod napětím ve výši 12-14 % pevnosti příze na kanetu ve tvaru potáče (průměr 27-30 mm, hmotnost cca 30 g). Kaneta se nasazuje do člunku tkacího stroje, odkud se pak odvíjí při průchodu člunku prošlupem. 

## Kanetovací stroje

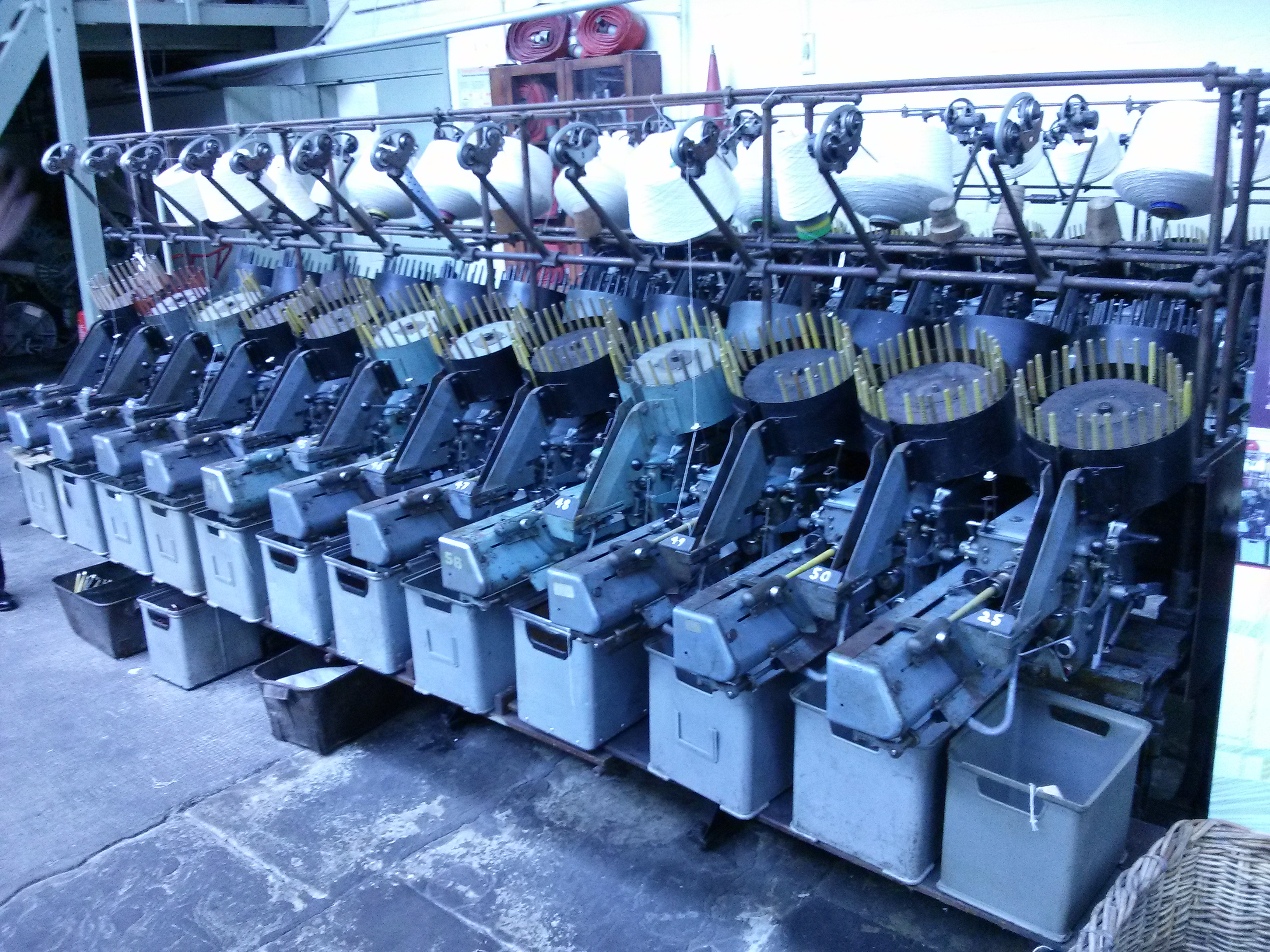
Kanetovací stroj z druhé poloviny 20. století

Stroje k navíjení příze na útkové cívky se staví asi od začátku 20. století. 
V 1. dekádě 21. století se konstruují stroje se 4 až 80 vývody s individuálním pohonem na každý vývod nebo na čtyři vývody. Stroje jsou vybaveny různým stupněm automatizace při manipulaci s dutinkami a s plnými potáči. Dutinky nasazené na horizontálně uložených vřetenech se otáčejí konstantní rychlostí (max. cca 12 000 ot/min = navíjení cca 800 m/min), vedení niti se nastavuje podle potřeby tak, aby napětí při navíjení dosáhlo asi 12-14 % její pevnosti. 

## Soukací jednotka přímo na tkacím stroji
Jeden z nejstarších patentů na soukání útku na tkacím stroji byl podán v roce 1924 v Japonsku. 

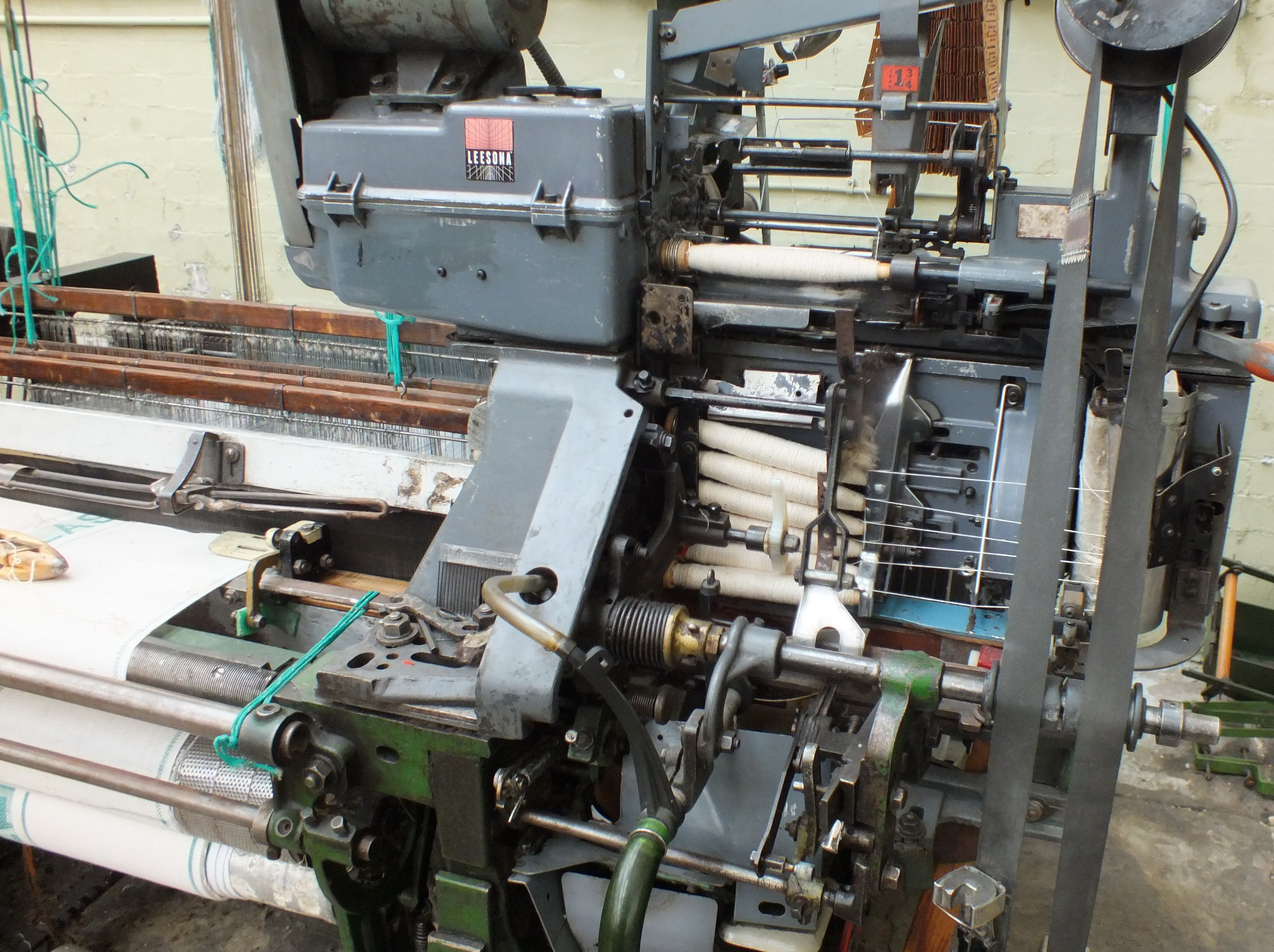
UNIFIL na tkacím stroji Northrop z roku 1958

Sériová výroba těchto zařízení začala v 50. letech 20. století pod označením UNIFIL.  Nasoukané kanety se nasazují automaticky do člunku,v oběhu bývá celkem 12 cívek. U novějších konstrukcí je se dá soukat i útek ve více barvách, jejichž pořadí zanášení do tkaniny se provádí podle nastaveného programu. V 21. století se však ve světě nabízejí jen starší použité stroje s unifilem. 
Vývoj systému soukání kanet považovali odborníci v 80. letech 20. století za ukončený.  V roce 2013 se však ve světě ještě téměř polovina tkanin vyráběla na člunkových strojích,  nové soukací stroje na útkové cívky jsou proto nadále nutné. Jejich výroba se ovšem přesunula z Evropy do Asie. 